# 에스커

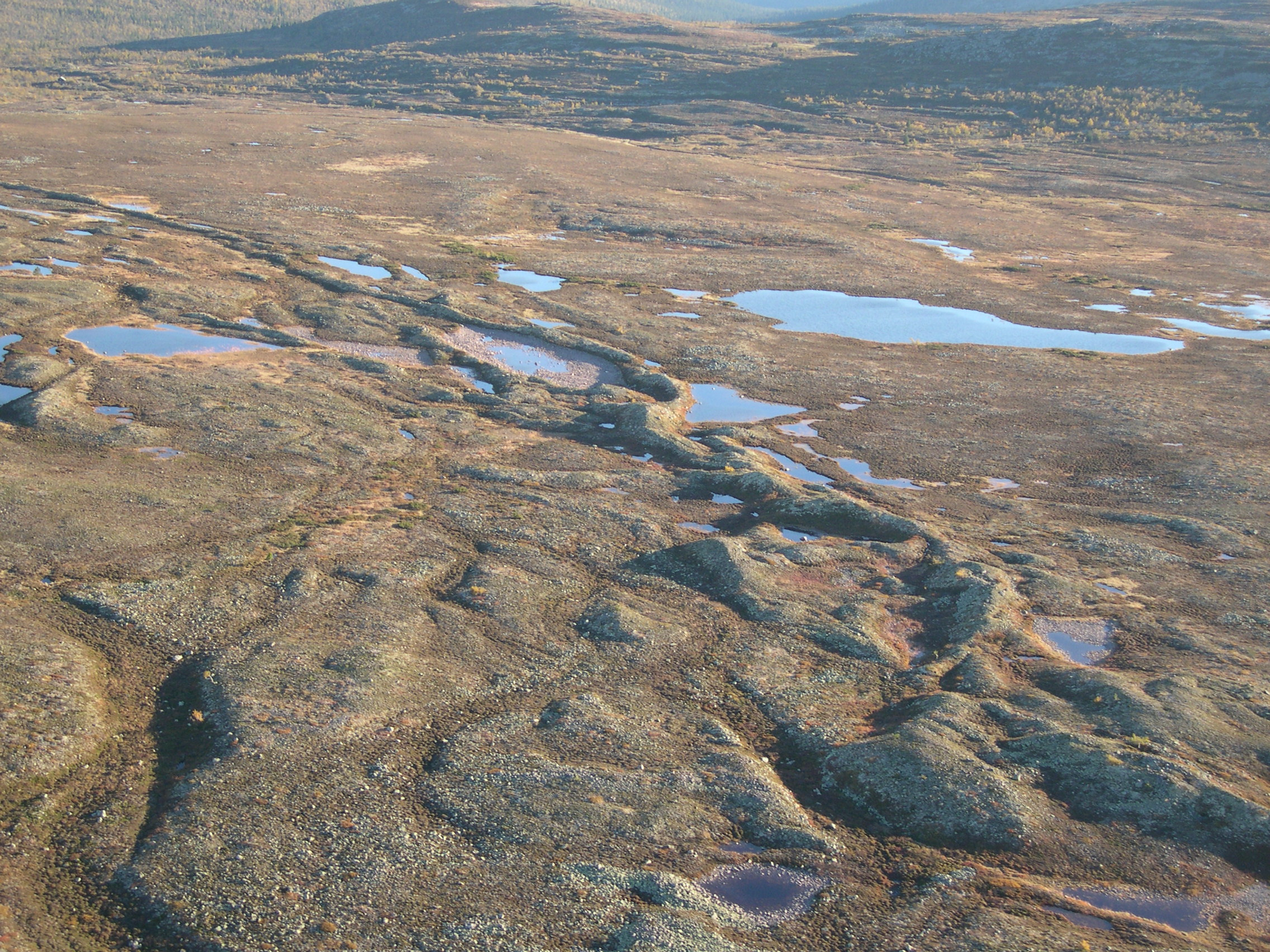
스웨덴 풀루피엘레트 국립공원(Fulufjället)의 에스커

에스커(영어: esker)는 빙하의 말단 부근에서 빙하 아래의 융빙수를 따라 퇴적된 긴 언덕이다. 빙하가 아니라 유수가 퇴적시키는 지형이므로 분급(分級)이 양호하며, 유수의 흐름에 따라 구불구불한 모양으로 생겨나기도 한다.
평균적으로 에스커의 길이는 수 km에 이르며, 높이는 수 m 정도이다. 주성분인 모래와 자갈을 채굴하기도 하는데, 그러면 에스커는 사라지고 지면은 평평해진다. 에스커라는 이름은 ‘평야를 분리하는 능선’을 뜻하는 아일랜드어 단어인 ‘eiscir’에서 유래하였다.